# Karjusaari (ö i Finland, Päijänne-Tavastland, Lahtis, lat 61,02, long 26,12)
Karjusaari är en ö i Finland. Den ligger i sjön Arrajärvi och i kommunen Lahtis i den ekonomiska regionen  Lahtis ekonomiska region  och landskapet Päijänne-Tavastland, i den södra delen av landet, 110 km nordost om huvudstaden Helsingfors. Öns area är 11,5 hektar och dess största längd är 0,9 kilometer i nord-sydlig riktning.